# Francis Egerton, 1. Earl of Ellesmere

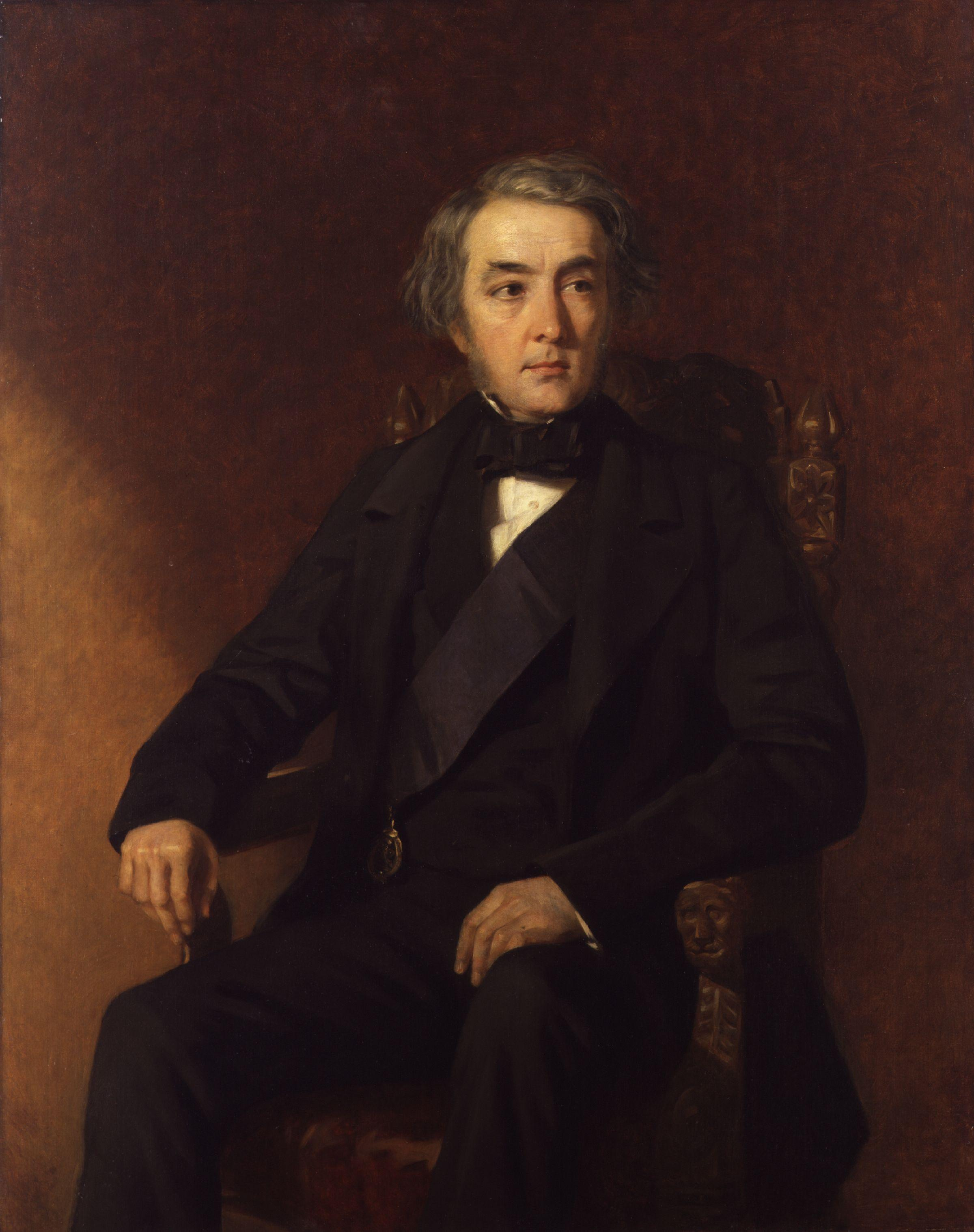
Edwin Longsden Long: Francis Egerton, 1. Earl of Ellesmere, Öl auf Leinwand, undatiert

Francis Egerton, 1. Earl of Ellesmere KG, PC (geborener Leveson-Gower; * 1. Januar 1800 in London; † 18. Februar 1857 ebenda) war ein britischer Politiker, Schriftsteller und Kunstliebhaber.

## Leben
Der jüngste Sohn von George Granville Leveson-Gower, 1. Duke of Sutherland und Elizabeth Sutherland, 19. Countess of Sutherland. Er wurde am Eton College erzogen und studierte am Christ Church College der Universität Oxford. 1821 bis 1823 diente er im Rang eines Cornet bei den 10th Hussars.
Als Erbe der Ländereien seines 1829 kinderlos verstorbenen Onkels dritten Grades Francis Egerton, 8. Earl of Bridgewater, nahm er am 24. August 1833 mit königlicher Lizenz dessen Familiennamen und Wappen an.
Erstmals 1822 wurde er ins House of Commons gewählt. Von 1822 bis 1826 war er Abgeordneter für Bletchingley in Surrey, 1826 bis 1831 für Sutherland und von 1835 bis 1846 für South Lancashire. Er war Anhänger des gemäßigten Konservatismus. Unter der Administration Wellington war er von 1829 bis 1830 Chief Secretary for Ireland, also zweithöchster britischer Beamter in Irland, danach Kriegsminister. Egerton war Parteigänger der Tories und ein früher Anhänger des Wirtschaftsliberalismus. Er trat für unbeschränkten Freihandel und gegen Arbeitnehmerrechte ein. 1846 wurde er als Earl of Ellesmere und Viscount Brackley in den Peerstand erhoben und dadurch Mitglied des House of Lords. 1855 wurde er als Knight Companion in den Hosenbandorden aufgenommen.
Neben seiner politischen Tätigkeit widmete er sich hauptsächlich literarischen, wissenschaftlichen und künstlerischen Beschäftigungen. Er stellte die von seinem Vater ererbte Sammlung von italienischen, spanischen, niederländischen, deutschen, französischen und englischen Kunstwerken im Bridgewater House im St. James’s Park aus, veröffentlichte eine Reihe geographischer Abhandlungen in der Quarterly Review (1834–54), schrieb mehrere Arbeiten über Kunstgegenstände und öffentliche Bauten und studierte die Arbeiten der Archaeological Society genau.
Egertons bedeutendste Werke sind der Guide to Northern Archaeology (1848) sowie mehrere geschichtliche Arbeiten, unter anderem eine Beschreibung der Schlacht bei Waterloo, eine Biographie Blüchers, eine Analyse der französischen und englischen Berichte von der Schlacht bei Waterloo und Military Events in Italy in the Years 1848 and 1849 (1851). Eine Sammlung seiner Gedichte veröffentlichte er unter dem Titel: The Pilgrim Age, and other poems (1856). Nebenbei lieferte er Übersetzungen von mehreren ausländischen, vor allem deutschen, Literaten, darunter zum Beispiel Goethes Faust und Schillers Wallenstein.
Egerton heiratete am 18. Juni 1822 Harriet Catherine Greville (1800–1866), deren Bruder Algernon Greville Privatsekretär des Herzogs von Wellington war. Das Ehepaar hatte elf Kinder, von denen sieben das Erwachsenenalter erreichten:
- George Granville Francis Egerton, 2. Earl of Ellesmere (1823–1862), ⚭ 1846 Lady Mary Louisa Campbell (1825–1916), Tochter des John Campbell, 1. Earl Cawdor;
- Hon. Francis Egerton (1824–1895), Admiral der Royal Navy, Member of Parliament, ⚭ 1865 Lady Louisa Caroline Cavendish († 1907), Tochter des William Cavendish, 7. Duke of Devonshire;
- Hon. Algernon Fulke Egerton (1825–1891), Gutsherr von Worsley Old Hall, Member of Parliament, ⚭ 1863 Alice Louisa Cavendish († 1905);
- Hon. Arthur Frederick Egerton (1829–1866), Lieutenant-Colonel der British Army, ⚭ 1858 Helen Tucker Smith;
- Lady Alice Harriet Frederica Egerton (1830–1928), ⚭ 1854 George Byng, 3. Earl of Strafford;
- Lady Blanche Egerton (1832–1894), ⚭ 1865 John Montagu, 7. Earl of Sandwich;
- Hon. Granville Egerton (1834–1851).

Als Egerton am 18. Februar 1857 im Bridgewater House in London starb, erbte sein ältester Sohn George seine Adelstitel.
Bereits zu seinen Lebzeiten benannte der britische Polarforscher Edward Inglefield die zu den Königin-Elisabeth-Inseln gehörende Ellesmere-Insel im Kanadisch-Arktischen Archipel nach ihm.